# Шлемы тип IV по Кирпичникову

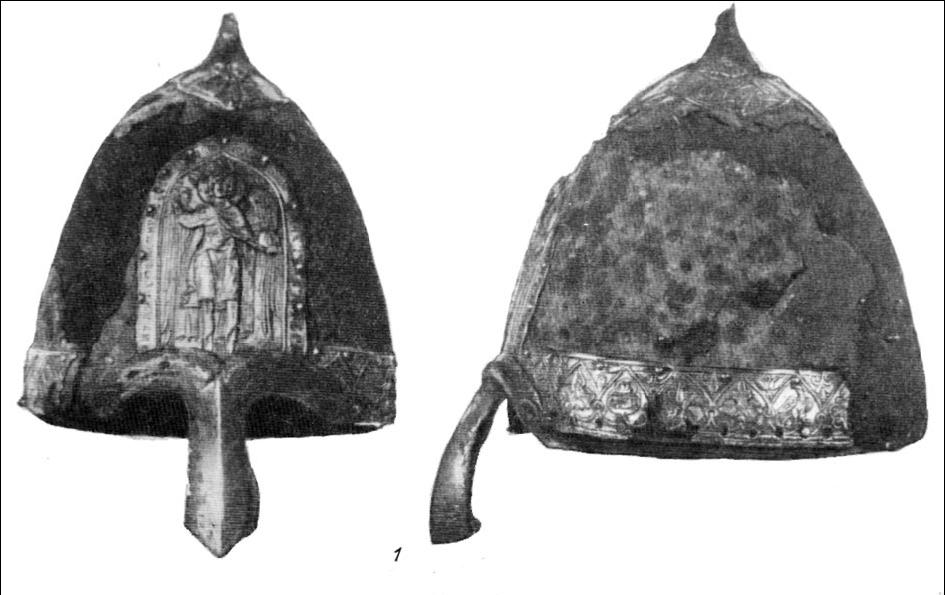
Шлем Ярослава Всеволодовича

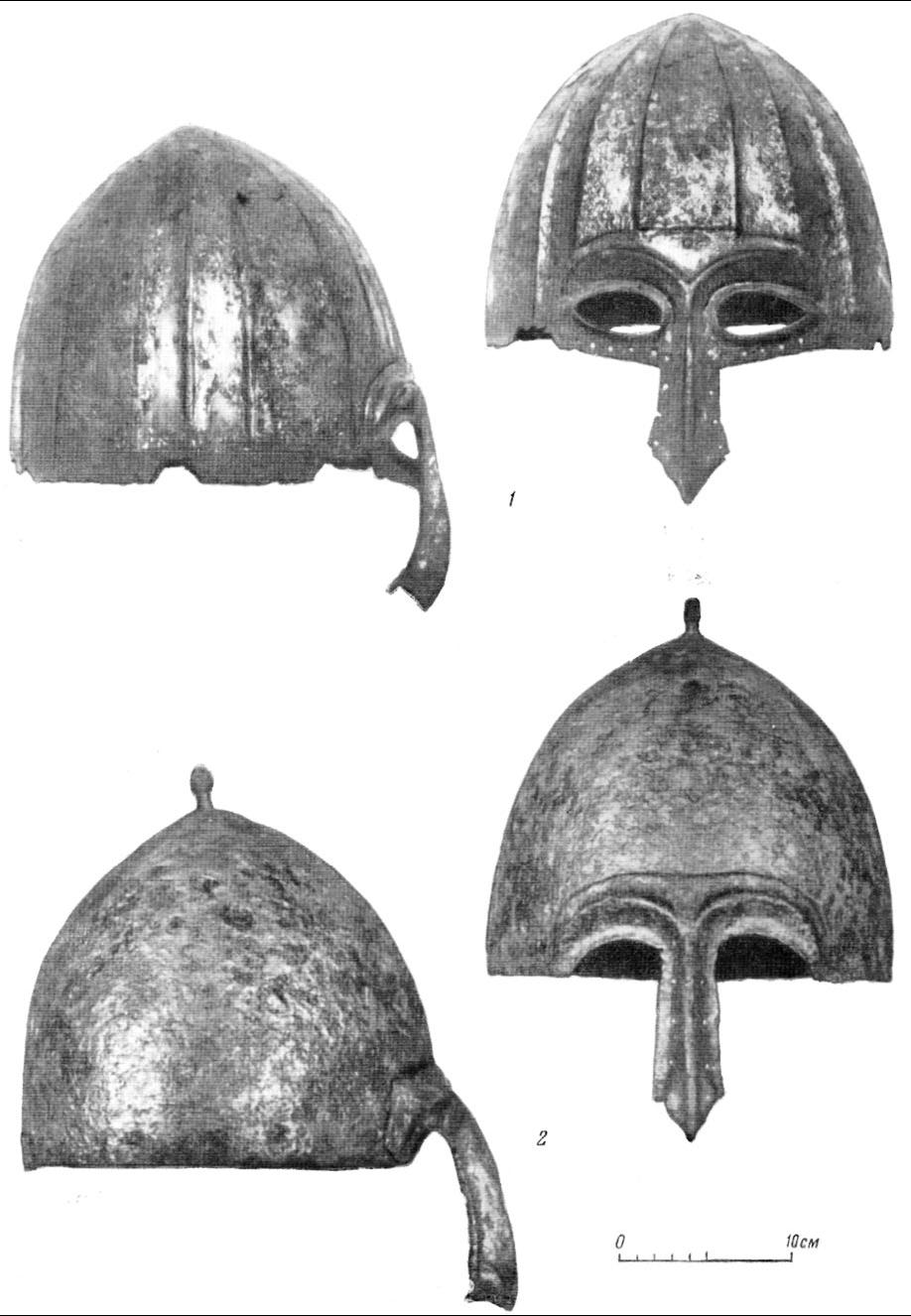
Шлемы из Никольского (сверху) и Киева (снизу)

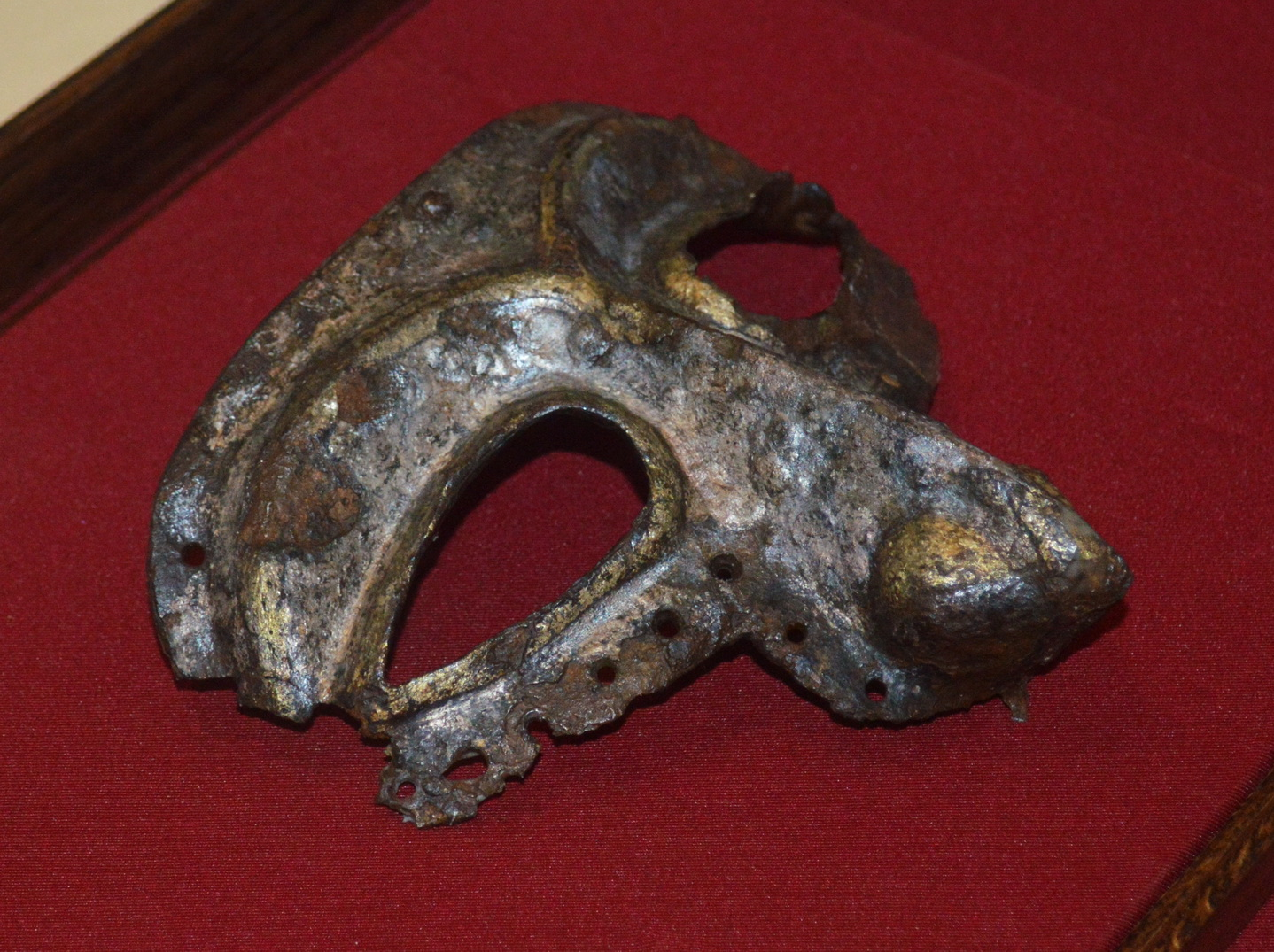
Полумаска из Вщижа

Шлемы тип IV по классификации А. Н. Кирпичникова — особый тип шлемов в Восточной Европе и, в том числе, на Руси с середины XII по XIV век. Все они богато украшены золотом и серебром, а некоторые — орнаментом и изображениями святых. Согласно Кирпичникову, эти боевые наголовья, будучи принадлежностью знатных людей, князей, выполняли рыцарскую функцию, как, например — топфхельмы в Европе, или шлемы с личинами в Азии; в XIII веке в результате монгольского нашествия развитие данного типа шлемов прекратилось. Однако, с учётом новых данных, было установлено, что данные шлемы применялись вплоть до XIV века.

## Описание
Эти шлемы характеризуются крутобокой сфероконической тульёй и наносником, совмещённым с полумаской. Наносник отличался особой формой — был клювовидно изогнут сверху вниз, а также по ширине в виде ребра жёсткости. Для крепления полумаски делался невысокий лицевой вырез. К шлему крепилась круговая кольчужная бармица, полностью закрывавшая голову. Для этого по краям наносника и нижних выкружков для глаз (при их наличии) делались отверстия, а на корпусе — петли. Причём к полумаске, возможно, бармица крепилась посредством кожаной полосы. Толщина металла составляла около 1,5 мм. Тулья состояла из трёх сегментов — переднего и двух задних, соединённых клёпкой впотай или пайкой. Могла делаться рифлёной или гладкой. Полумаска имела монолитную конструкцию.

## Историография
Первый исследователь древнерусского вооружения А. В. Висковатов, имея в распоряжении шлем Ярослава Всеволодовича, классифицировал его как шелом и связал с норманнским влиянием.
С учётом новых находок и других сведений это предположение позднее было пересмотрено.
А. Н. Кирпичников на основе 6 образцов выделил крутобокие куполовидные шлемы с полумаской в отдельный тип и связал их появление с феодальными междоусобицами на Руси в XII веке и общей тенденцией к утяжелению защитного вооружения.
Другого мнения придерживается М. В. Горелик. Он считает тип IV монгольским. Это предположение связано с тем, что значительная часть шлемов данного типа найдена в кочевнических погребениях или может быть связана с кочевниками, а также датирована XIII веком. Кроме того, Горелик приводит шлемы с тебризских миниатюр из рукописи Шахнаме 30-х годов XIV века, отдалённо напоминающие тип IV. Шлем Ярослава Всеволодовича Горелик приписывает его сыну Андрею, а утерю шлема связывает с неуспешным столкновением с карательным войском Неврюя.
Однако большинство исследователей не разделяют эту точку зрения, хотя и русское происхождение не считается бесспорным.
По мнению Ю. Ю. Петрова, эти шлемы происходят от вендельских шлемов, также нередко имевших полумаски.
Однако, как утверждает К. А. Жуков, это мнение неверно, поскольку слишком большой промежуток во времени бытования этих типов исключает возможность связи между ними. По его мнению, тип IV имеет русское происхождение, артефакты, связанные с другими регионами, могут быть русским импортом или же подражанием русской традиции.
С. Ю. Каинов и Ю. А. Кулешов отмечают, что ряд находок, надёжно датируемых домонгольским периодом, свидетельствуют о том, что данный тип шлемов не мог быть принесён в Восточную Европу в ходе татаро-монгольского нашествия. Они датируют период бытования этого типа шлемов со второй половины XII до третьей четверти XIV века.

## Археологические находки
Всего известно более 10 шлемов данного типа и их фрагментов, а также некоторое число находок, имеющих схожие черты. К. А. Жуковым они были разделены на несколько типов.
К первому типу относятся шлемы, снабжённые полумаской с нижними выкружками для глаз. Шлем из Никольского полностью позолочен и отличается ложчатой тульёй. Корпус шлема из Городца, предположительно, украшен арабским орнаментом и надписями, что может свидетельствовать о его иранском происхождении. Однако, по причине плохой сохранности, данная интерпретация украшений шлема неоднозначна — существует также мнение, что надпись на шлеме не арабская, а древнерусская. К шлему данной группы принадлежала и полумаска из Вщижа.
Ко второму типу относится шлемы, имевшие лишь наносник. Самый известный представитель данной группы — шлем Ярослава Всеволодовича. К ней также относятся находки из Киева, Изяславля, Моску, Таборовки, Чингула. Шлем из Дорогобужа имеет ряд существенных отличий — цилиндроконическую форму купола, отсутствие надглазных выкружек, грубо выполненный наносник. Однако его тулья, как и у других шлемов, выполнена из трёх сегментов.
Ряд шлемов, не относящихся к типу IV, имеют некоторые характерные для него черты. Шлем, найденный в кочевническом погребении в Румынии (Хиргишца или Хургишка), датируется второй половиной XIII века. Наносника он не имеет, но снабжён надбровными дугами в виде козырька. Тулья из двух частей, орнаментирована Православной символикой. Весьма необычный шлем из Прикубанья характеризуется полусферическим куполом трёхчастевой конструкции, несущим рельефный орнамент. Шлем снабжён лицевым вырезом, над которым сделаны отверстия, возможно, служившие для крепления защиты лица. Шлем из Келийского могильника (Ингушетия), датирующийся XIII—XIV в., снабжён надглазными выкружками и небольшим наносником; тулья шлема по форме схожа со шлемами типа IV, но имеет другую конструкцию — она состоит из двух частей, нижней и верхней.

## Летописные свидетельства
Упоминания о данных шлемах, как принадлежности князей, имеются и в летописях. Известен случай, как князя Изяслава Мстиславича — в крещении Пантелеймона — чуть не убили свои, поскольку шлем помешал его узнать:
Изяслав же лежаше ранен. И тако восхопися. И ту хотеша киевляне пешцы убити, мняще ратного, не знаюче его. Изяслав же рече: «Князь есмь». И один из них рече: «А так нам еси и надобе», и вынза меч свой, и нача сечи по шелому, бе же на шеломе над челом Пантелемон злат. И удари мечом, и тако вшибеся шелом до лба. Изяслав же рече: «Аз Изяслав есмь, князь ваш». И сня с себе шелом. И позна, и то слвшавше мнози, и восхитиша руками своими, с радостью, яко царя и князя.
В шлеме данного типа был и князь Игорь Святославич во время похода на половцев:
Игорь же бяше в то время на коне. Зане ранен бяше поиде к полку их, хотя возворотити к полком. Уразумев же, яко далече шел есть от людей, съимя шолом, погнаше опять к полкам. Того деля, что быша познали князя и возворотилися.
Как отмечает А. Н. Кирпичников, на то, что в данных упоминаниях речь идёт именно о шлемах с полумасками, указывает тот факт, что люди не могли узнать князей, когда те были в шлемах, что свидетельствует о том, что данные шлемы закрывали лицо.

## Каталог
| Место находки                         | Регион    | Датировка                                       | Высота корпуса, см | Диаметр основания, см | Примечания                                                                                  |
| ------------------------------------- | --------- | ----------------------------------------------- | ------------------ | --------------------- | ------------------------------------------------------------------------------------------- |
| Лыково                                | Русь      | Вторая половина XII века                        | 19                 | 21                    | Найден в 1808 году, хранится в Оружейной палате. См. Шлем Ярослава Всеволодовича.           |
| Никольское, Орловская губерния        |           | Вторая половина XII — первая половина XIII века | 20,5               | 23                    | Найден в 1866 году. Шлем с полумаской, тулья рифлёная. Хранится в Эрмитаже (отдел Востока). |
| Городец (на Волге)                    |           | От начала XIII до конца XIV веков               | 21,5               | 24                    | Найден в 1985 году. Полумаска повреждена.                                                   |
| Вщиж                                  | Русь      | Середина XII века                               | —                  | —                     | Только полумаска. Найдена в 1947 г., хранится в ГИМ.                                        |
| Киев                                  |           | Первая половина XIII века                       | 20,5               | 23                    | Найден в 1834 году, хранится в Киевском историческом музее.                                 |
| Шепетовское городище (Изяславль)      |           | Первая половина XIII века                       | —                  | —                     | Шлем с полумаской, имел гладкую тулью. Плохо сохранился.                                    |
| Шепетовское городище (Изяславль)      |           | Первая половина XIII века                       | —                  | —                     | Шлем с рифлёной тульёй. Плохо сохранился.                                                   |
| Ногайск                               | —         | —                                               | —                  | —                     | Найден в кургане, не сохранился. Отнесение к типу IV — предположительное.                   |
| Моску (на р. Прут), Восточная Румыния | кочевники | Конец XII—XIII век                              | ?                  | ?                     | Тулья рифлёная, наносник.                                                                   |
| Таборовка                             | кочевники | Вторая половина XIII века                       | ?                  | ?                     | Шлем отличается нетипичным куполом, верхняя часть которого имеет пирамидальную форму.       |
| Чингул                                | кочевники | XIII — начало XIV века                          | 23                 | 20                    | Шлем с наносником и с сохранившейся бармицей. Найден в 1981.                                |
| Дорогобуж                             |           | Середина XIII века                              | 32                 | 17×24                 | Шлем нетипичный. Купол цилиндроконический, несколько иного типа наносник.                   |
| Свислочь, Белоруссия                  |           | Середина XIII века                              | —                  | —                     | Шлем с полумаской, сохранился плохо.                                                        |
| Изборск                               |           | Середина XIII века                              | —                  | —                     | Т-образный клювовидный наносник с надбровьями.                                              |
| Диброво, Донецкая область             |           | Вторая половина XII—XIII век                    | —                  | —                     | Только полумаска.                                                                           |
| Новгород                              | Русь      | Третья четверть XIV века                        | —                  | —                     | Фрагмент полумаски.                                                                         |
| Харьковская область                   |           |                                                 | —                  | —                     | Только полумаска, возможно — поддельная.                                                    |